# Harperrig Reservoir
Das Harperrig Reservoir ist ein Stausee in Schottland.

## Geographie
Der etwa 1,6 km lange und 620 m breite See liegt im Südosten der Council Area West Lothian an der Westflanke der Pentland Hills. Die nächstgelegene Stadt ist das rund fünf Kilometer nordwestlich gelegene Livingston. Südöstlich erhebt sich der 562 m hohe West Cairn Hill.
An den Hängen der südlich gelegenen Kuppen Torweaving Hill und Colzium Hill entspringen die Quellbäche des Water of Leith. Wenige hundert Meter vor Eintritt in den Stausee vereinen sie sich zum Water of Leith, das am Südwestufer einmündet und vom Ostufer abfließt. Das Harperrig Reservoir ist der einzige Stausee, welcher das Water of Leith selbst staut. Es vermag bis zu 4,09 Mio. m3 Wasser zu speichern, woraus eine maximale Tiefe von 13,3 m resultiert.

## Geschichte
Zusammen mit den Stauseen Threipmuir Reservoir, Harlaw Reservoir, Torduff Reservoir, Clubbiedean Reservoir sowie Bonaly Reservoir, die allesamt über Zuflüsse mit dem Water of Leith verbunden sind, gehört das Harperrig Reservoir zu einem System von Stauseen entlang des Water of Leith. Es wurde 1860 eingerichtet und diente der Pegelregulierung des Water of Leith, dessen Ufer im 19. Jahrhundert zahlreiche industrielle Wassermühlen säumten. Zur Erhöhung der Kapazität wurde der abschließende 150 m lange Erddamm im Jahre 1890 auf eine Höhe von 15,4 m aufgestockt. Seit den 2008 abgeschlossenen Arbeiten liefert das Harperrig Reservoir einen Beitrag zur Hochwasserprävention entlang des Flusses. Am Südwestufer befindet sich das aus den 1440er Jahren stammende Tower House Cairns Castle.

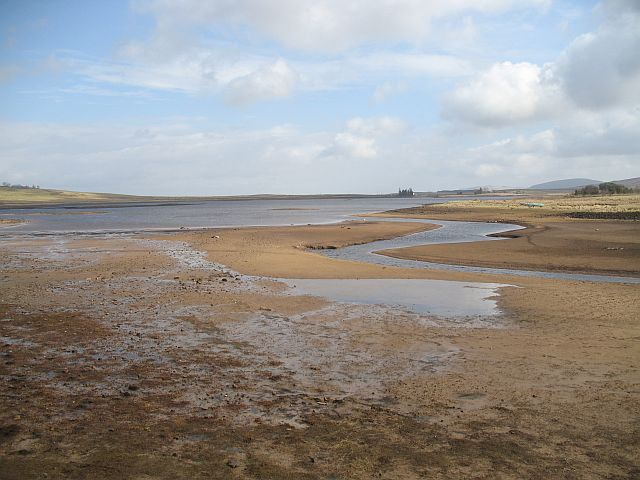
Einmündung des Water of Leith bei niedrigem Wasserstand
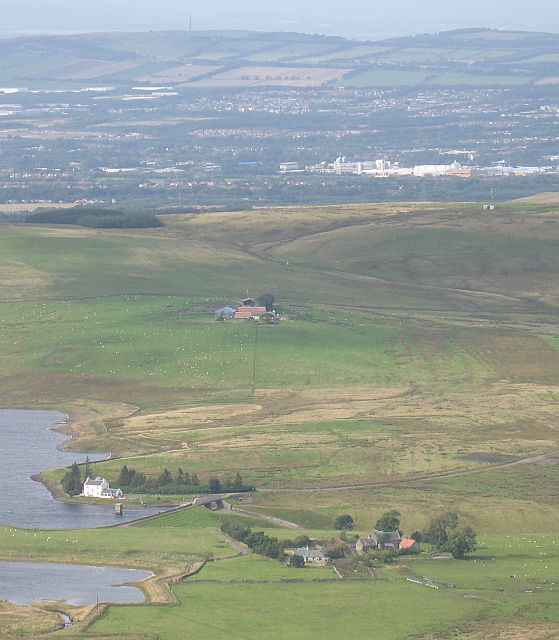
Blick vom East Cairn Hill mit dem Abschlussdamm und Livingston im Hintergrund
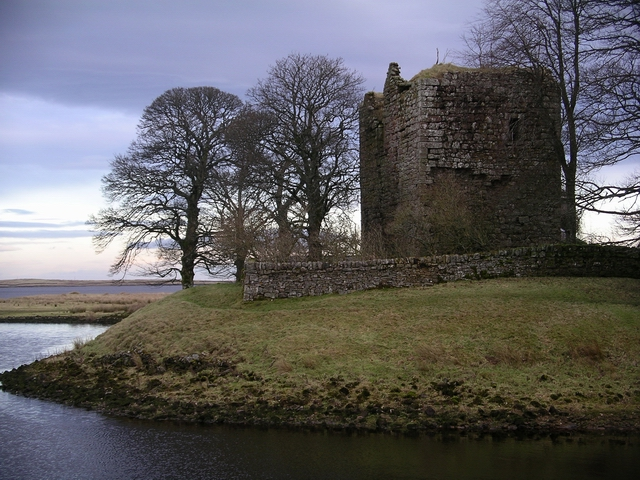
Die Ruinen von Cairns Castle